# Råde
Råde é uma comuna da Noruega, com 118 km² de área e 6 380 habitantes (censo de 2004).      

## Cidades em Råde
- Saltnes
- Missingmyra